# Riminibrigade
Die als Riminibrigade (griechisch Ταξιαρχία Ρίμινι Taxiarchía Rímini) bekannte 3. Griechische Gebirgsbrigade (griechisch ΙΙΙ Ελληνική Ορεινή Ταξιαρχία Tríti Ellinikí Oriní Taxiarchía, kurz ΙΙΙ Ε.Ο.Τ.) war eine griechische Infanterieeinheit im Zweiten Weltkrieg. Sie kämpfte an der Seite der Alliierten in Italien und im Griechischen Bürgerkrieg gegen die kommunistisch gesteuerte ELAS.

## Gründung
Die Brigade wurde von der griechischen Exilregierung in Ägypten gebildet, nachdem im April 1944 eine als prokommunistisch angesehene Meuterei der griechischen Streitkräfte in Ägypten niedergeschlagen worden war. Sie war hauptsächlich aus ausgesuchten politisch rechtsgerichteten monarchistischen Offizieren und Soldaten der aufgelösten Einheiten zusammengesetzt.
Die Aufstellung erfolgte am 1. Juli 1944 im Libanon unter dem Kommando von Oberst Thrasyvoulos Tsakalotos. Ihr gehörten 3.377 Männer an, gegliedert in drei Infanteriebataillone mit jeweils drei Kompanien sowie ein Feldartillerieregiment.

## Einsatz in Italien
Am 11. August 1944 kam sie mit dem niederländischen Passagierschiff Ruiz aus Haifa in Tarent in Italien an, wo sie dem Kommando der neuseeländischen Division unter General Freyberg unterstellt wurde. Am 19. August 1944 begann die Brigade die Verlegung von Tarent 650 km nach Norden. Eine Woche später schlug sie ihr Lager bei Spoleto auf.

### Schlacht von Rimini
Am 5. September 1944 kam die Brigade nach Santa Maria Pietrafitta einige Kilometer landeinwärts von Cattolica, wo sie zeitweise dem Kommando der kanadischen 5. Panzerdivision unterstellt wurde. Im Küstenstreifen südlich von Rimini unterstützte sie die alliierten Streitkräfte bei ihren Angriffen gegen die von der deutschen Wehrmacht befestigte Gotenstellung, die seit 25. August mit der Schlacht von Rimini in eine entscheidende Phase getreten waren. In verlustreichen Kämpfen gegen heftigen Widerstand der deutschen 1. Fallschirmjäger-Division überschritt sie am 15. September den Fluss Marano und rückte mit Unterstützung durch kanadische und neuseeländische Panzereinheiten und Artillerie gegen den Flugplatz von Rimini vor. Am 19. September erreichte sie den Stadtrand. Zwei Tage später wehte die griechische Fahne vom Rathaus von Rimini. Die Stadt wurde in einem Protokoll in englischer, italienischer und griechischer Sprache übergeben. Die Brigade, die 146 Gefallene und 310 Verwundete zu beklagen hatte, führte von nun an den Ehrentitel Riminibrigade.
Am 27. September 1944 zwang das erste Bataillon der Brigade zusammen mit einer neuseeländischen Einheit die deutschen Streitkräfte zum Rückzug über den Fluss Uso bei Bellaria. Die griechische Brigade beteiligte sich noch bis zum 18. Oktober am Stellungskampf im Küstenstreifen zwischen Rimini und Ravenna.

## Beteiligung am Griechischen Bürgerkrieg
Am 6./7. November 1944 schiffte sich die Brigade auf dem Dampfer MS Alkantara im Hafen von Tarent ein und kehrte, eskortiert vom Zerstörer Pindos, nach Griechenland zurück. Am 9. November traf sie in Athen ein und stellte sich in den Dienst der drei Wochen zuvor nach dem Rückzug der deutschen Besatzer eingetroffenen griechischen Exilregierung unter Georgios Papandreou.
Bei den Verhandlungen über die Demobilisierung der Partisanenverbände verlangte die kommunistisch gesteuerte ELAS unter anderem auch eine Entwaffnung der regierungstreuen monarchistischen Riminibrigade, was die Regierung ablehnte. Als der Streit in die bewaffneten Auseinandersetzungen der Dekemvriana mündete, kämpfte die Riminibrigade an der Seite der Briten, der EDES und anderer nationalistischer Gruppen wie der Organisation X und der Sicherheitsbataillone auf Seiten der Regierung gegen die ELAS.